# کوه بشتور
کوه بشتور {{ازبکی|Mount Beshtor) یک کوه در ازبکستان است که در ولایت تاشکند واقع شده‌است. کوه بشتور ۴٬۲۹۹ متر بالاتر از سطح دریا واقع شده‌است.